# شون هاميلتون
شون هاميلتون (بالإنجليزية: Sean Hamilton)‏ هو مقدم برامج إذاعية أمريكي، ولد في 1970 في وادي لاس فيغاس في الولايات المتحدة.

## وصلات خارجية
- شون هاميلتون على موقع IMDb (الإنجليزية)
- شون هاميلتون على موقع قاعدة بيانات الفيلم (الإنجليزية)